# Stralingsdeler

Schematische voorstelling van een prisma-stralingsdeler
1 = Invallende straal
2 = doorgelaten straal
3 = gereflecteerde straal

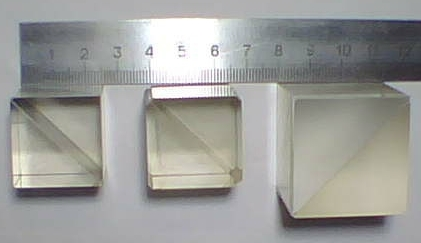
Stralingsdelers

Kleurscheiding voor een 3CCD-camera

Een stralingsdeler of bundelsplitser (Engels: beam splitter) is een optische component die een enkele lichtstraal in tweeën splitst. Vanwege deze eigenschap is een stralingsdeler onder andere een essentieel onderdeel in verschillende soorten interferometers.
Een zeer eenvoudige stralingsdeler bestaat uit een glasplaat die onder een hoek van 45° ten opzichte van de lichtbundel is geplaatst. Een deel van het licht wordt aan het oppervlak van het glas onder een hoek van 90° gereflecteerd, en de rest treedt de glasplaat binnen. Door geschikte gedeeltelijk reflecterende lagen op het glasoppervlak aan te brengen, kan de straal op deze wijze in twee stralen van dezelfde luminantie worden verdeeld.
Een meer gebruikelijke vorm bestaat uit twee prisma’s die met hun basis op elkaar zijn gekit, bijvoorbeeld met canadabalsem. Dit type stralingsdeler berust op het principe van gefrustreerde reflectie. De verhouding tussen reflectie en transmissie hangt van de golflengte van het licht af en van de dikte van de kitlaag.
Van deze afhankelijkheid van de golflengte wordt ook gebruikgemaakt om lichtbundels in kleurcomponenten te scheiden. Dit wordt toegepast in bijvoorbeeld offsetdruk, in meerkleurendruk. Daarbij moet van het origineel voor elke te drukken basiskleur een aparte offsetplaat worden gemaakt. Kleurscheiding wordt ook in camera’s toegepast met 3CCD-sensoren, waarbij van charge-coupled devices gebruik wordt gemaakt. Kleurscheiders werden voor de komst van de kleurenfilm ook in de camera’s voor kleurenfilm gebruikt.
Behalve niet-polariserende stralingsdelers zijn er ook polariserende stralingsdelers. Hier wordt de verdelingsverhouding door de polarisatiehoek van het invallende licht bepaald. Deze stralingsdelers worden onder andere in de lasertechniek gebruikt om nauwkeurige verdelingsverhoudingen in te stellen. Omgekeerd kunnen twee gepolariseerde lichtstralen worden verenigd, bijvoorbeeld om in een lasershow een grotere intensiteit te krijgen.